# Funkeninduktor

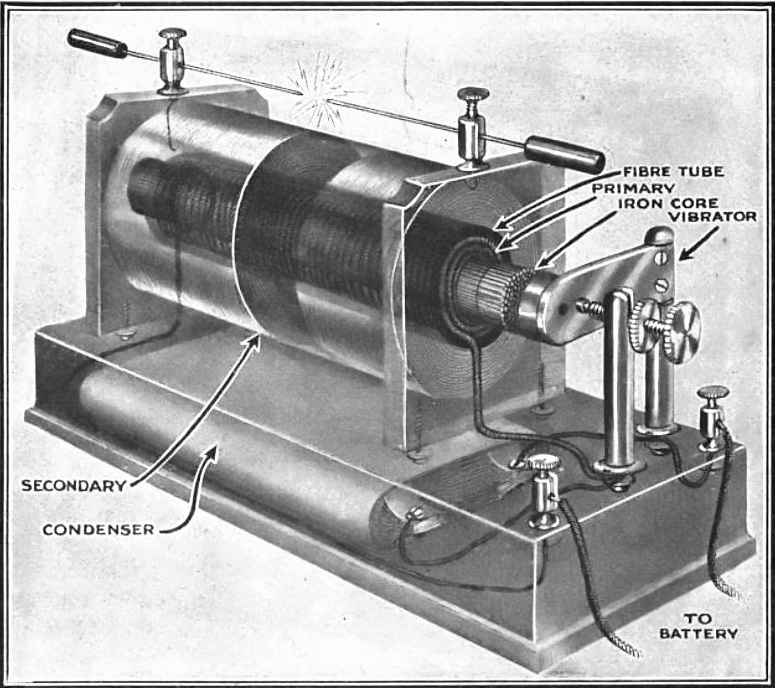
Funkeninduktor aus dem Jahr 1920

Der Funkeninduktor, auch als Rühmkorff-Spule bezeichnet, ist ein historisches elektrisches Gerät zur induktiven Erzeugung von Hochspannungsimpulsen und wird in älterer Literatur auch als Induktorium bezeichnet. Vor dem Funkeninduktor stand nur Reibungselektrizität in vielfältigsten Variationen und durch Influenz getrennte Ladungen z. B. mit dem Elektrophor, der Wimshurst-Maschine oder dem Bandgenerator zur Verfügung.
Das Gerät wurde insbesondere im 19. Jahrhundert und beginnenden 20. Jahrhundert vielfältig eingesetzt, um
- Hochspannungsimpulse bis etwa 250 kV zu erzeugen,
- elektrische Entladungsvorgänge auf höherem Energieniveau durchführen zu können,
- Vergleiche mit elektrostatischen Entladungen wie Blitzen anzustellen.

## Aufbau und Funktionsweise

Zeitlicher Spannungs- und Stromverlauf am Funkeninduktor ohne Kondensator

Zeitlicher Spannungs- und Stromverlauf am Funkeninduktor mit Kondensator

Der Funkeninduktor besteht aus einem Transformator mit hohem Übersetzungsverhältnis, also mit wenigen Windungen aus dickem Draht als Primärwicklung und mit vielen Windungen als Sekundärwicklung. Der Stromfluss durch die Primärwicklung wird durch einen sogenannten Wagnerschen Hammer gesteuert: Ein elektrischer Kontakt ist magnetisch mit dem Transformatorkern verbunden. Bei geschlossenem Kontakt baut sich ein Strom {\displaystyle i_{1}} durch die Primärwicklung auf. Das so erzeugte magnetische Feld öffnet seinerseits den Kontakt, wodurch der Stromfluss {\displaystyle i_{1}} in der Primärwicklung unterbrochen wird (im Diagramm rechts blau dargestellt). Das magnetische Feld im Transformatorkern baut sich ab, der Kontakt im Wagnerschen Hammer fällt in seine Ausgangsposition zurück und schließt den Stromkreis wieder, womit der Vorgang von neuem beginnt.
Beim Unterbrechen des Stromkreises sinkt der Stromfluss innerhalb kürzester Zeit auf null, wodurch es zu einer starken Änderung des magnetischen Feldes kommt. Gemäß Induktionsgesetz kommt es daher beim Absinken von {\displaystyle i_{1}} in der Sekundärwicklung zu einem sehr hohen Spannungsimpuls (im Diagramm ist der Verlauf {\displaystyle u_{2}} in rot dargestellt). Die Höhe des Hochspannungsimpulses ist durch das Übersetzungsverhältnis und die Geschwindigkeit der Stromabschaltung gegeben.
Parallel zum Kontakt des Wagnerschen Hammers wird zur Optimierung auch ein Kondensator geschaltet, in Form eines Snubbernetzwerkes, welcher einerseits die Funkenbildung verringert und andererseits mit der Induktivität der Primärspule einen Schwingkreis bildet, der die gleiche Resonanzfrequenz wie die Sekundärspule zusammen mit ihrer parasitären Kapazität hat. Auf diese Weise wird ein Resonanztransformator gebildet, welcher die Energieübertragung vom Primär- auf den Sekundärkreis optimiert. Parallel zur Stromquelle werden Kondensatoren eingesetzt, um die bei schließendem Schalter auftretenden Stromstöße von der Stromversorgung fernzuhalten.
Der Wagnersche Hammer ist weder für größere Leistung geeignet, da der Schaltkontakt dabei in kurzer Zeit abbrennt, noch können damit bei kleinen Leistungen Schaltfrequenzen über 200 Hz erreicht werden. Für größere Leistungen kamen elektrolytische Wehnelt-Unterbrecher oder Quecksilberschalter zum Einsatz, welche vom magnetischen Kreis des Transformators getrennt waren und Schaltfrequenzen bis zu einigen kHz erlaubten. In dieser Konfiguration geht die Funktion des Funkeninduktors zu den ersten drahtlosen Sendeeinrichtungen in Form der Löschfunkensender über.

## Geschichte
Die geschichtliche Entwicklung ist durch eine Vielzahl von parallelen und einzelnen Entwicklungen von Details der Apparatur gekennzeichnet. Der erste Funkeninduktor wurde nach Vorarbeiten von Michael Faraday im Jahr 1836 von dem irischen Geistlichen und Wissenschaftler Nicholas Callan am St Patrick’s College in Maynooth entwickelt. Die Bauform entsprach nicht der später üblichen zylindrischen Bauform, sondern war in Form eines Hufeisens gestaltet. Eine Verbesserung stellte der ein Jahr später entwickelte Funkeninduktor von William Sturgeon dar, welcher als Schaltkontakt ein Zahnrad nutzte, welches von Hand angetrieben werden musste und so den elektrischen Stromkreis periodisch unterbrach.
Der elektrische Kontakt in Form des Wagnerschen Hammers wurde 1838 von den Iren James William MacGauley und unabhängig davon im Jahr 1839 von dem Deutschen Johann Philipp Wagner entwickelt. Im Jahre 1853 erfand der Franzose Hippolyte Fizeau die Verbesserung des zum Schaltkontakt parallel geschalteten Kondensators, heute unter dem Begriff des Snubbernetzwerks bekannt. Heinrich Daniel Rühmkorff gelang es, den Aufbau der Sekundärwicklung durch eine Verlängerung zu verbessern, um so mit ca. 10 km Drahtlänge Spannungsimpulse um die 100 kV aus einer Batterie mit 5 V Gleichspannung zu erzeugen. Rühmkorff stellte seinen Funkeninduktor erstmals auf der internationalen Industrieausstellung in Paris 1855 aus.

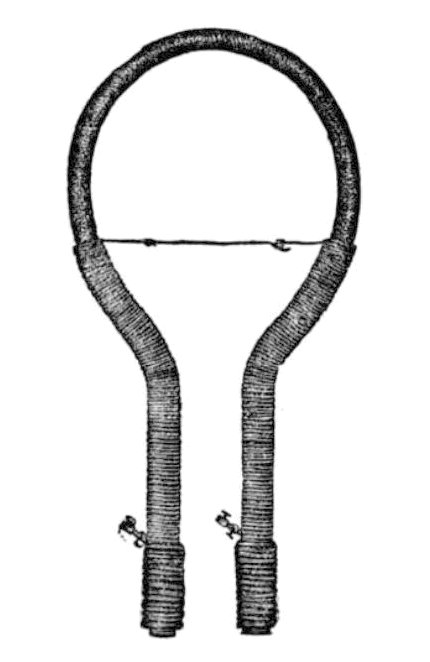
Erster Funkeninduktor von Nicholas Callan, 1836
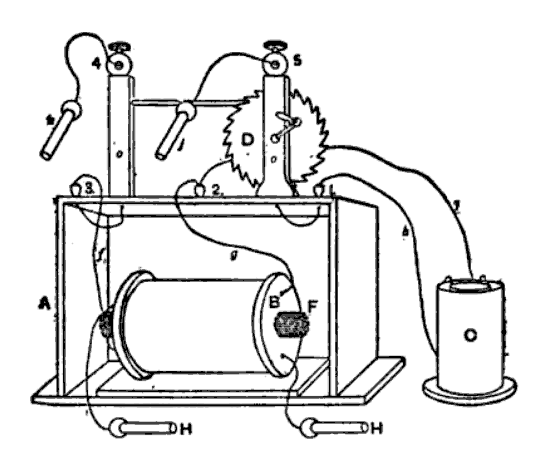
Funkeninduktor von William Sturgeon, 1837, mit einem Zahnrad zur Steuerung des Unterbrecherkontaktes
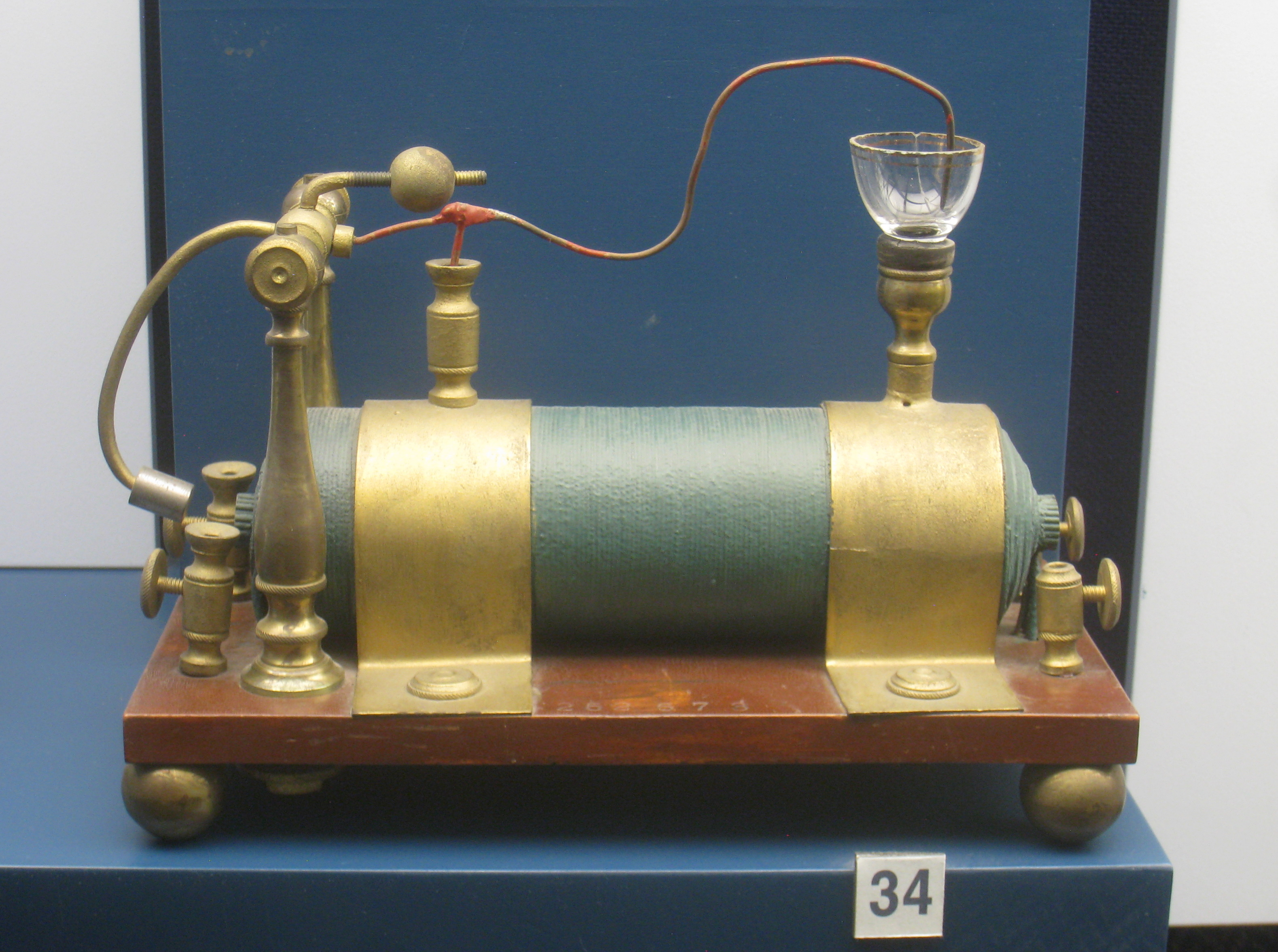
Funkeninduktor von Charles G. Page, 1838, welcher eine Schale mit Quecksilber und eine darin befindliche Metallnadel als elektrischen Unterbrecherkontakt nutzt
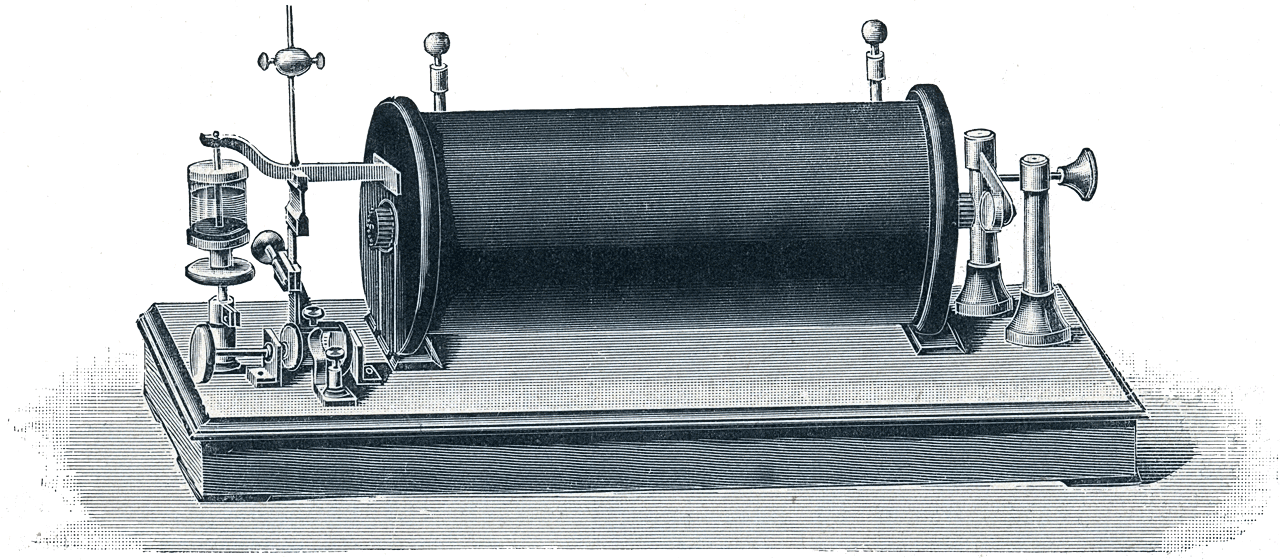
Funkeninduktor von Heinrich Daniel Rühmkorff, um 1850. Neben dem Wagnerschen Hammer nutzt dieser Funkeninduktor ebenfalls einen Unterbrecherkontakt aus Quecksilber
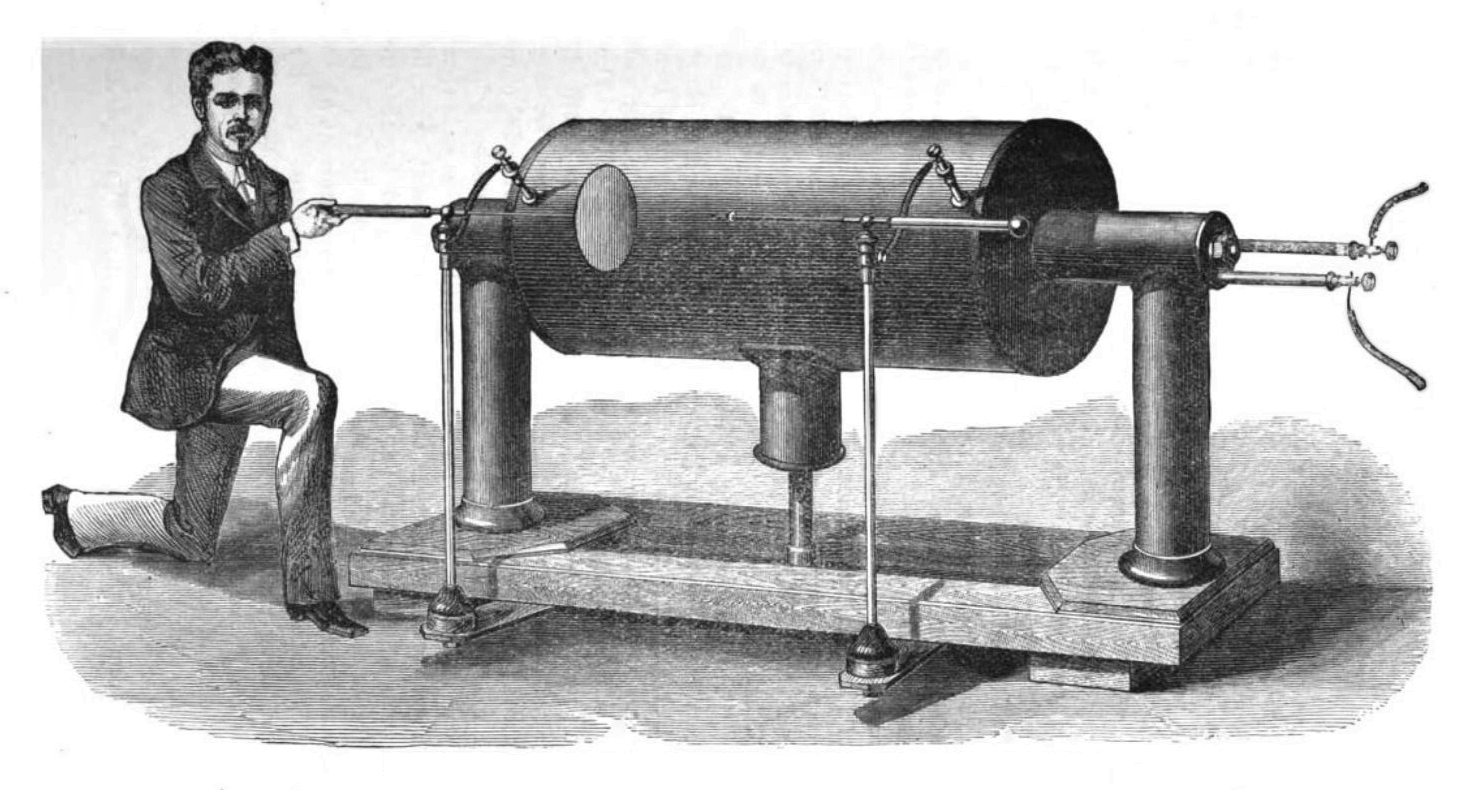
Einer der weltweit größten Funkeninduktoren, 1877 von Alfred Apps gebaut. Mit über 350 km Drahtlänge könnten Spitzenspannungen um die 1 MV erzielt werden.

## Anwendung

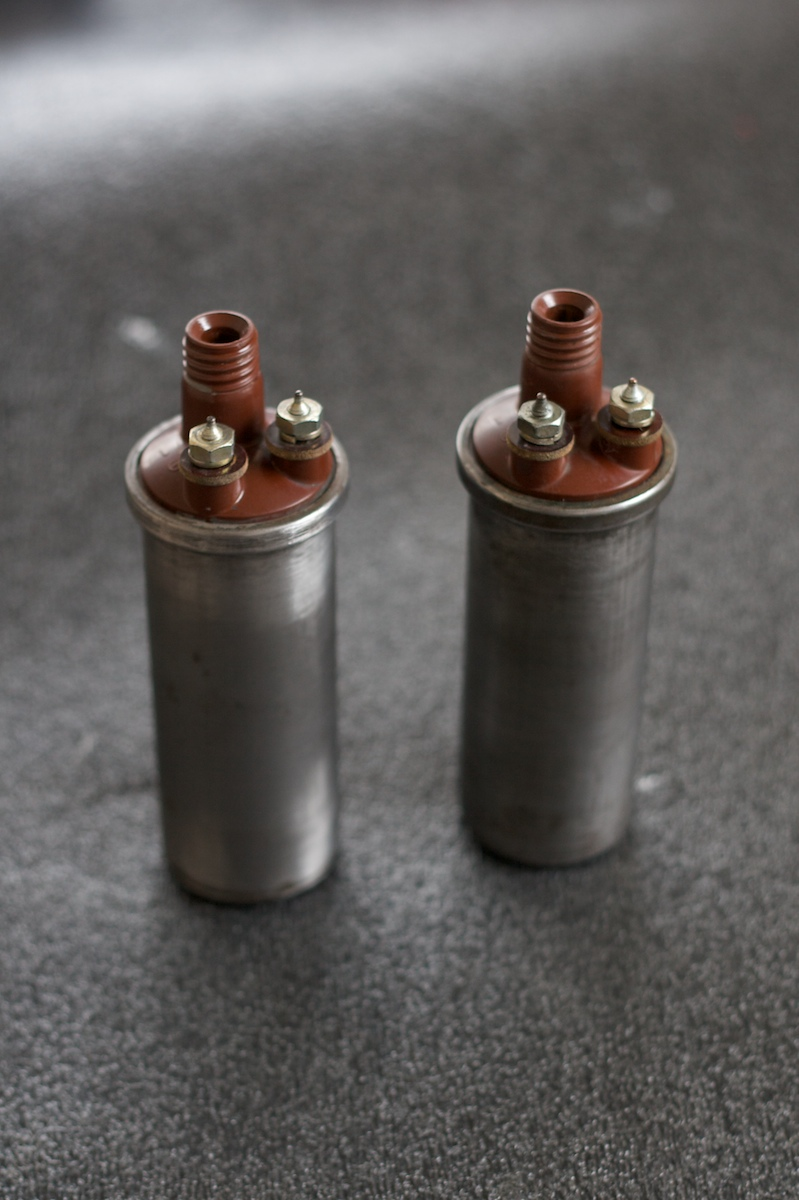
Zündspulen aus dem KFZ-Bereich, die heutige Bauform des Funkeninduktors

Neben wissenschaftlichen Anwendungen durch Physiker dienten Funkeninduktoren im 19. Jahrhundert zur Volksbelustigung auf Jahrmärkten sowie als Kinderspielzeug in Form von Elektrisiermaschinen.
Weiterhin speisten Funkeninduktoren die ersten Sendeanlagen – mit ihrer Hochspannung wurde eine Schwingkreis- oder die Antennenkapazität geladen, bis die Zündspannung einer im Kreis oder der Antenne liegenden Funkenstrecke erreicht war. Die abrupt gezündete Funkenstrecke wirkte wie ein plötzlich geschlossener Schalter, über den die Ladung sich oszillatorisch ausgleichen konnte und so gedämpfte hochfrequente Schwingungen in Schwingkreisen und Antennen erzeugte. Bereits Heinrich Hertz verwendete einen Funkeninduktor als Hochspannungsgenerator für seinen Nachweis der elektromagnetischen Wellen, die wegen ihrer ursprünglichen Erzeugungsart auch Funkwellen genannt werden.
Funkeninduktoren gehören auch heute noch zur Ausstattung des Physikunterrichtes an Schulen, Hochschulen und Universitäten, werden aber aufgrund der Bremsstrahlung (bei diesen Spannungen in Form von Röntgenstrahlung), die beim Auftreffen der Elektronen auf die Anode frei wird, nur noch selten eingesetzt. Sie dienen der Demonstration von Entladungen hoher Spannungen, z. B. auch der Speisung von Geißlerschen Röhren.
Der Entwicklungsweg des Funkeninduktors führte zu den ebenso aufgebauten Zündspulen von Ottomotoren, wie sie auch heute noch eingesetzt werden. Der anstelle des Wagnerschen Hammers dort zunächst eingesetzte mechanische Zündunterbrecher wurde inzwischen durch Transistorschalter ersetzt.